# 2006 في أستراليا
فيما يلي قوائم الأحداث التي وقعت خلال عام 2006 في أستراليا.

## أحداث
- 15 مارس – دورة ألعاب الكومنولث 2006

## سياسة

### تعيين في المنصب
- 27 يناير – بريندان نيلسون وزير الدفاع [الإنجليزية]‏.
- 27 يناير – جولي إيزابيل بيشوب Minister for Women (Australia) [الإنجليزية]‏، وزير التعليم [الإنجليزية]‏.

### انتهاء فترة المنصب
- 27 يناير – بريندان نيلسون وزير التعليم [الإنجليزية]‏.
- 27 يناير – جولي إيزابيل بيشوب وزير الخدمات الاجتماعية [الإنجليزية]‏.
- 27 يناير – روبرت هيل وزير الدفاع [الإنجليزية]‏،عضو مجلس الشيوخ الأسترالي [الإنجليزية]‏.
- 19 سبتمبر – مارك فيل وزير التجارة [الإنجليزية]‏.

## رياضة
- 2 أبريل – جائزة أستراليا الكبرى 2006 الفائز فرناندو ألونسو.

## أفلام
من الأفلام التي صدرت هذه السنة في أستراليا:
- 1 يناير – السر من إخراج Drew Heriot ‏.
- 1 يناير – جدار حماية من إخراج Richard Loncraine [الإنجليزية]‏.
- 26 فبراير – زمردة من إخراج إليزابيث ألين روزنباوم.
- 16 يونيو – منزل البحيرة من إخراج أليخاندرو أغريستي.

## برامج ومسلسلات وأنمي
- دوغستار

## كتب
من الكتب التي صدرت هذه السنة في أستراليا:
- 18 نوفمبر – السر من تأليف روندا بايرن.

## وفيات

### فبراير
- 11 فبراير – كين فليتشر (مواليد 1940) لاعب كرة مضرب أسترالي.

### يوليو
- 21 يوليو – بوب مارك (مواليد 1937) لاعب كرة مضرب أسترالي.

### سبتمبر
- 4 سبتمبر – ستيف إروين (مواليد 1962)